# Bouchet, Drôme
Bouchet là một xã thuộc tỉnh Drôme trong vùng Auvergne-Rhône-Alpes đông nam nước Pháp. Xã Bouchet, Drôme nằm ở khu vực có độ cao từ 85-135 mét trên mực nước biển.